# Верхівці (Кропивницький район)
Ве́рхівці — село в Україні, у Первозванівській сільській громаді Кропивницького району Кіровоградської області. Населення становить 13 осіб.

## Населення
Згідно з переписом УРСР 1989 року чисельність наявного населення села становила 21 особа, з яких 8 чоловіків та 13 жінок.
За переписом населення України 2001 року в селі мешкало 13 осіб. 100 % населення вказало своєю рідною мовою українську мову.